# 稲毛教子
稲毛 教子（いなげ のりこ、1933年2月18日- ）は、日本の発達心理学者、東京国際大学名誉教授。

## 略歴
東京出身。1956年東京女子大学文学部心理学科卒、同年愛育研究所教養部。1961年日本リサーチセンター研究部。1964年早稲田大学システム科学研究所・早大学生相談センター。1977年国際商科大学教養学部教授、校名変更で東京国際大学教授。2004年定年、名誉教授となる。

## 著書
- 『女子リーダー開発　　職場の花から戦力へ』日本生産性本部 1970
- 『女子リーダー読本　　よりよいリーダーシップを発揮するために』日本生産性本部 1973
- 『女性とリーダーシップ　　従属から自立へ=男女共生の時代』有斐閣選書 1983
- 『私のアメリカ滞在記　　小さな発見と大きな体験』興学社 1989

### 共著
- 『乳幼児精神発達診断法』津守眞共著 大日本図書 1961
- 『女子社員能力開発総合プログラム』吉岡洋一共著. 日本生産性本部 1976
- 『女子大生のリックブック 就職読本』北村節子共著. 産業労働調査所 1984
- 『乳幼児の発達心理　１歳まで』　『乳幼児の発達心理　１歳～３歳』　『乳幼児の発達心理　３歳～６歳』浅見千鶴子　野田雅子共著　  大日本図書　1980

## 論文
- <稲毛教子